# Xã Princeton, Quận Bureau, Illinois
Xã Princeton (tiếng Anh: Princeton Township) là một xã thuộc quận Bureau, tiểu bang Illinois, Hoa Kỳ. Năm 2010, dân số của xã này là 9.331 người.